# Begraafplaats van Pont-à-Marcq
De Begraafplaats van Pont-à-Marcq is een gemeentelijke begraafplaats in de Franse gemeente Pont-à-Marcq in het Noorderdepartement. De begraafplaats ligt centraal in het dorpscentrum, net ten oosten van de kerk.

## Brits oorlogsgraf
Op de begraafplaats bevindt zich een Brits oorlogsgraf uit de Tweede Wereldoorlog. Het graf is geïdentificeerd en wordt onderhouden door de Commonwealth War Graves Commission. In de CWGC-registers is de begraafplaats opgenomen als Pont-a-Marcq Communal Cemetery.